# Dewoitine D.333
Dimensions
Le Dewoitine D.333 est un avion trimoteur français de transport civil, construit en 1936. C'est un dérivé du Dewoitine D.332. Ce dernier avion a été détruit par un accident.

## Historique
La société de transports aériens française Air France passe commande en 1935 à la Société française aéronautique (Avions Dewoitine) de trois trimoteurs Dewoitine 333. Ces avions sont dérivés du prototype Dewoitine 332 "Emeraude".
Ils sont destinés au service sur la ligne Casablanca-Dakar. Plus tard, ils assureront aussi le service direct Toulouse-Casablanca ("La Flèche d'Argent").
Le prototype F-AKHA puis F-ANQA, baptisé Antarès fit son premier vol en janvier 1935. Après les vols d'épreuve sur Toulouse-Dakar, il fut mis en service en juillet 1936. L'appareil fut pris dans un violent orage au large du Maroc en 1937, lors d'un vol retour.
Les deux autres appareils de série baptisés "Cassiopée" (F-ANQB) et "Altaïr" (F-ANQC), volèrent sur Toulouse-Dakar en alternance avec l'Antarès.

## Caractéristiques

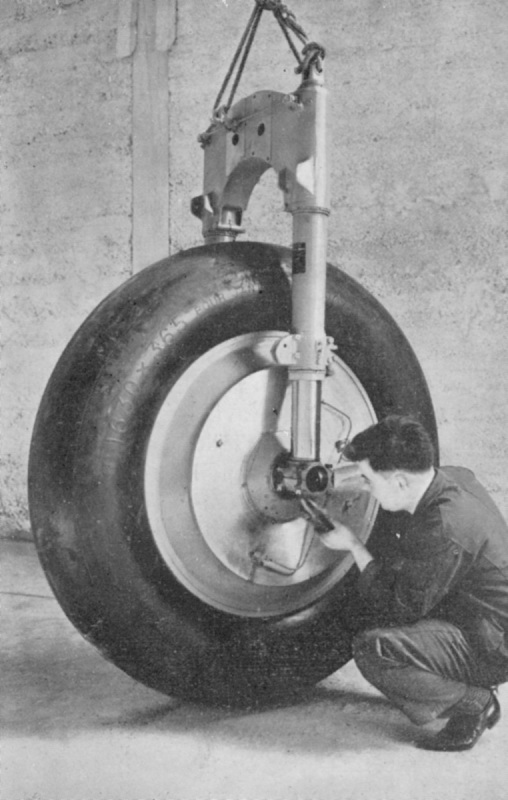
Dewoitine D.333 atterrisseur

Le projet du Dewoitine 333 datait de 1934. L'avion possédait une structure métallique comme le prototype l'Emeraude. Cependant,  il y a des différences. La voilure est plus rigide, la dérive est de taille plus importante et les volets sont plus efficaces. Le train d'atterrissage est fixe, les roues et les jambes sont carénées.
La cabine pouvait contenir dix passagers. Elle était bien isolée, bien ventilée et correctement insonorisée. 
La livrée de l'avion était uniformément gris métallique. Elle portait la marque du cheval marin d'Air France peinte en noir sur fond orange à l'avant de l'appareil.
On remarquera, à l'avant, la porte de la soute à bagages et à fret.

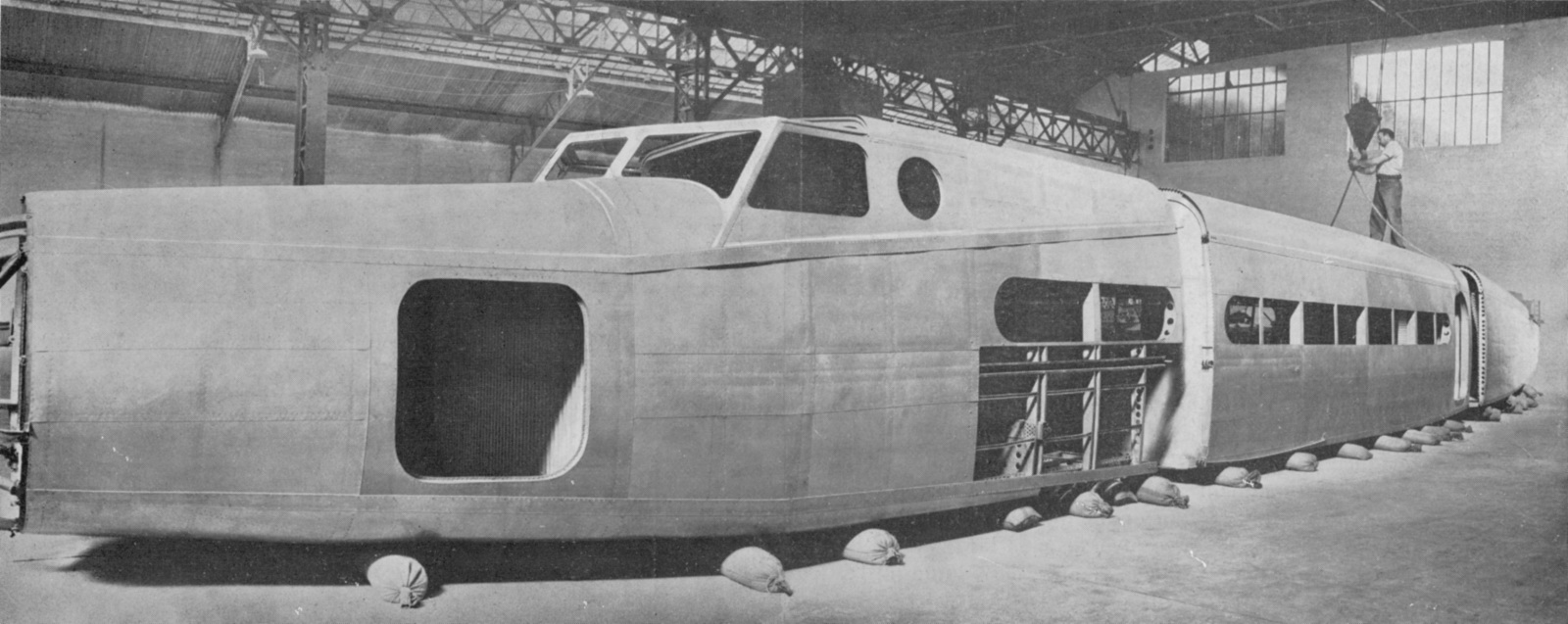
Dewoitine D.333 assemblage de la cellule

Le Dewoitine 333 était propulsé par trois moteurs à pistons Hispano-Suiza 9V-10 de 575 ch chacun.

## Postérité
Le successeur du Dewoitine 333 sera le Dewoitine 338, plus grand et capable de rallier Saïgon depuis Paris avec 12 passagers.

## Annexe